# Zigeunerskat
Zigeunerskat – utwór zespołu In Extremo, wydany 18 lutego 2011 jako pierwszy singel promujący album Sterneneisen.
Wersja singla:
- Standard (zawiera 1 utwór tytułowy)
- Limited Premium (zawiera 2 utwory oraz 7 kart)

Premiera wideoklipu ilustrującego utwór miała miejsce 16 lutego 2011.

## Spis utwórw
1. Zigeunerskat
2. Wahre Freunde